# Bobby Dall
Robert Harry Kuykendall (* 2. listopadu 1963 Mechanicsburg, Pensylvánie) je americký baskytarista a zakládající člen rockové kapely Poison.

## Život a kariéra
Bobby v mladí hrál na kytaru, ale když mu bylo 15 let, tak začal hrát na baskytaru. V roce 1983 založil se zpěvákem Bretem Michaelsem a bubeníkem Rikki Rockettem kapelu s názvem Poison (dříve Paris, poté Laser). Bobby Dall se ze začátku soustředil na finance skupiny. Skupina v Pensylvánii nedosáhla příliš velkého úspěchu, a tak se v roce 1984 přesunula do Kalifornie.

## Osobní život
Bobby má dvě děti: syna Zacharyho (1990) a dceru Zoe (1997).
Bobby měl ambice studovat práva, ale radši se vydal na hudební kariéru.
Bobby Dall se narodil v Mechanicsburgu v Pensylvánii, vyrůstal však v Palm Bay na Floridě. V mládí se přestěhoval do Harrisburgu. V současné době[kdy?] žije v Indianlantic na Floridě.